# 오스트레일리아 영화
오스트레일리아 영화 산업은 호황과 불황을 반복해 온 긴 역사가 있다. 오스트레일리아 최초의 장편 영화 《켈리 갱 이야기》(영어: The Story of the Kelly Gang)은 1906년에 공개되었다. 세계 최초의 영화 스튜디오인 라임라이트 디파트먼트(영어: Limelight Department)는 1891년부터 1910년까지 멜버른에 존재했다.

## 같이 보기
- 오스트레일리아 등급 위원회